# Vjačeslav Čanov
Vjačeslav Viktorovič Čanov (in russo Вячеслав Викторович Чанов?; Mosca, 14 agosto 1958) è un ex calciatore sovietico dal 1991 russo, di ruolo portiere.

## Carriera
Con la Nazionale sovietica ha preso parte ai Mondiali 1982.